# Fonds de placement
Pour un article plus général, voir Capital-investissement.
 (novembre 2019).
Si vous disposez d'ouvrages ou d'articles de référence ou si vous connaissez des sites web de qualité traitant du thème abordé ici, merci de compléter l'article en donnant les références utiles à sa vérifiabilité et en les liant à la section « Notes et références ».
Un fonds de placement (ou fonds d'investissement) est un organisme de détention collective d'actifs financiers. L'intérêt de la gestion collective est de bénéficier de gestionnaires de placements professionnels et d'économies d'échelle (coûts de transaction moins élevés).
Les fonds de placement fonctionnent en multipropriété, en émettant auprès des épargnants, sous forme d'actions, des titres de propriété qui représentent une part de leur portefeuille. Ils sont généralement à capital variable, ce qui permet des souscriptions et rachats à tout moment par les épargnants.
Les acquéreurs de ces parts sont informés à l'avance des modalités de gestion du fonds : type d'actifs financiers, politique de gestion, objectifs recherchés, frais, montant de la part, rythme de calcul de sa valeur… Cela lui permet de choisir le ou les fonds les mieux adaptés à sa situation et à ses objectifs de placement (cf. profil boursier).

## Structure juridique en France

### Formes
En France, les formes juridiques des fonds de placement sont diverses et souvent très spécifiques :
- organisme de placement collectif en valeurs mobilières (OPCVM) :
  - société d'investissement à capital variable (SICAV),
  - fonds commun de placement (FCP) :
    - fonds commun de placement d'entreprise (FCPE),
    - fonds commun de placement (FCPR)[1],
      - fonds d'investissement de proximité (FIP)[2],

    - fonds commun de placement dans l'innovation (FCPI),
    - fonds professionnel de capital investissement (FPCI),
    - fonds d'investissement professionnel spécialisé (FIPS),
    - fonds commun de titrisation (FCT) ;
- fonds d'investissement alternatifs (FIA) ;
- société en commandite de placement collectif (SCPC) ;
- société civile de placement immobilier (SCPI) ;
- organisme de placement collectif en immobilier (OPCI) ;
- société pour le financement de l'industrie cinématographique et audiovisuelle (SOFICA) ;
- fonds de placement de droit suisse autorisés à la vente en France ;
- fonds luxembourgeois ;
- fonds profilés.

### Environnement réglementaire
Les fonds sont gérés par une société de gestion, structure spécialement réglementée et agréée à cet effet. La réglementation impose, entre autres, la tenue de comptabilités distinctes pour chacun des fonds gérés, des objectifs clairement annoncés (essentiellement en matière de prise de risque), et le respect d'obligations strictes, comme la recherche permanente de l'intérêt des porteurs (notion de gestion pour le compte de tiers) et le respect de l'équité entre ces derniers.
En France ou au Québec, l'Autorité des marchés financiers veille au respect de la réglementation relative à ces fonds. Les fiches d'information (notices ou fiche simplifiée) sont ainsi standardisées, pour une information plus efficace des porteurs de parts de fonds.

## Coût pour les porteurs
Les frais, qui rémunèrent d'une part la société de gestion, d'autre part les organismes qui assurent la distribution (réseaux de banque, d'assurance, de conseillers financiers…), se décomposent principalement en :
- coûts d'achat (droits d'entrée) ;
- frais de gestion (forfait annuel, au prorata des capitaux gérés) ;
- frais de révision ;
- frais de publication ;
- coûts de sortie (frais de sortie).

Pour certains fonds cotés en bourse, les frais d'entrée et de sortie prennent en fait la forme de commission de courtage. Les fonds d'investissement supportent également des frais de transaction lors de l'achat et de la vente de titres ainsi que des frais fiscaux, prélevés sur les plus-values réalisées.

## Classes d'actifs
Les fonds peuvent être investis, en fonction de leur nature et de leur mandat initial, dans différentes classes d'actifs :
- monétaire : actifs de courte échéance, au rendement proche de l'inflation ;
- obligataire : obligations et titres assimilés ;
- actions : actions et titres assimilés ;
- immobilier : immeubles ;
- non coté (private equities) : investi dans des titres d'entreprises non cotées ;
- créances : placé dans des opérations de crédit (titrisation) accordés directement ou par rachat de créances bancaires (fonds communs de créances) ;
- métaux : or, argent… ;
- matières premières (commodities) : pétrole… ;
- exotiques : tout genre d'actifs (pierres précieuses, films…) ;
- éthiques (aussi appelés solidaires ou socialement responsables), composés d'actions de sociétés respectant certains critères considérés équitables)

Il existe aussi d'autres fonds plus complexes composés de plusieurs classes d'actifs :
- mixtes : composés de plusieurs classes d'actifs ;
- fonds de fonds : composés eux-mêmes de plusieurs autres fonds ;
- à formule, ou garantis : obligations + option, présentant une formule (connue à l'avance) de rendement (inconnu à l'avance), dont le capital peut être protégé, partiellement, ou en totalité ;
- alternatif : hedge funds - voir gestion alternative ;
- structuré, notamment pour garantir le capital investi : voir gestion structurée.

## Style de gestion
Il existe deux grandes catégories de fonds d'investissement. Les fonds de gestion active (la grande majorité des fonds disponibles en Europe) tentent de faire mieux que le marché, c'est-à-dire de battre l'indice (CAC 40, S&P 500…), en achetant et vendant des titres susceptibles de générer des plus-values. Leur niveau de risque est fonction de la stratégie des gestionnaires du fonds. Plus la gestion est active, plus les frais sont élevés, compte tenu des frais de transaction (achat et vente) et des frais fiscaux.

### Fonds de gestion passive
Les fonds de gestion passive cherchent à répliquer un marché (par exemple le marché des grandes capitalisations françaises) et son indice (le CAC 40) en achetant les actions des sociétés composant l'indice (le plus souvent en fonction de la capitalisation boursière) et en faisant varier son portefeuille avec les modifications de l'indice. Leur niveau de risque correspond au niveau de risque du marché qu'ils cherchent à répliquer. Enfin, leurs frais de gestion et de transaction sont très inférieurs aux frais des fonds de gestion active.

### Fonds de gestion active
Parmi les fonds de gestion active, il existe plusieurs styles de gestion de fonds, plus ou moins « dynamiques » à court terme (arbitrages rapides) ou stables à long terme (buy and hold), plus ou moins diversifiés ou sélectifs. On trouve notamment les orientations de gestion suivantes :
- Valeurs de croissance (growth) : qui est investi dans des titres de société dans des secteurs à forte croissance ;
- Valeurs d'actifs (value): qui est investi dans des titres de sociétés performantes et stables avec des valeurs d'actifs importantes dans des secteurs traditionnels ;
- Grosses capitalisation (big cap) : qui est investi dans des titres de grosses sociétés ;
- Petites capitalisation (small cap) : qui est investi dans des titres de petites sociétés.

### Fonds de gestion alternative
Les fonds de gestion alternative (hedge funds en anglais) sont une catégorie bien à part des fonds de placement. Ils sont très peu réglementés par rapport aux fonds de placement traditionnels. Ils poursuivent des types de transactions que les fonds de placement traditionnels ne sont pas autorisés à effectuer : transaction avec effet de levier de l'emprunt, vente à découvert, options et futures…
Les principaux types de fonds alternatifs sont :
- arbitrage d'obligation ;
- arbitrage de fusion ;
- fonction d'événement ;
- macro économie globale ;
- marché action neutre ;
- marchés émergents ;
- matières premières ;
- titres de sociétés en détresse ;
- valeur relative ;
- vente à découvert.

Leur niveau de risque est très variable. Un fonds "marché action neutre" qui achète et vend des actions de manière à conserver une exposition de risque neutre par rapport au marché action peut avoir un niveau de risque moitié moindre qu'un fonds de placement indiciel action, zone Europe par exemple. Un fonds alternatif sur une classe d'actif volatil comme les matières premières peut être très risqué en fonction de la stratégie du gérant et de sa propension à utiliser l'effet de levier de l'emprunt (la faillite récente du fonds alternatif Amaranth l'a prouvé).
Dans un souci de protection des investisseurs particuliers, l'accès aux fonds alternatifs est limité à un public d'investisseurs avertis ou disposant de placements financiers importants.
Leurs frais sont en général de l'ordre de 1.5 % plus un frais variable fonction de la performance (souvent 20 % des plus-values au-delà d'un indice de référence).
Enfin, la liquidité des fonds alternatifs est plus réduite que celle des fonds de placement traditionnels ; il faut souvent attendre un mois ou deux pour pouvoir les vendre.

## Fonds de placement cotés en bourse
Les fonds cotés en bourse, souvent désignés par l'acronyme anglais ETF qui signifie exchange traded funds, sont des alternatives aux fonds d'investissement fonctionnant par souscription et revente auprès d'un organisme financier distributeur (banque…). Ces fonds cotés en bourse cotent comme des actions de société et s'achètent également comme des actions cotées. Leurs frais de gestion sont en général moins élevés que les fonds de placement et leurs frais de transaction s'apparentent à ceux des actions auprès des sociétés de courtage. Ils permettent de manière très économique de diversifier les investissements boursiers des particuliers et institutionnels.